# Genitoconia mariensis
Genitoconia mariensis är en blötdjursart som beskrevs av Amelie Hains Scheltema 1997. Genitoconia mariensis ingår i släktet Genitoconia och familjen Gymnomeniidae. Inga underarter finns listade i Catalogue of Life.